# Handale
Handale – wieś w Anglii, w hrabstwie ceremonialnym North Yorkshire, w dystrykcie (unitary authority) Redcar and Cleveland. Leży 65 km na północ od miasta York i 340 km na północ od Londynu.